# روغن‌ماهی (سرده)
روغن‌ماهی (سرده) (نام علمی: Gadus) نام یک سرده از تیره روغن‌ماهیان است.